# Gigantotheca maxima
Gigantotheca maxima är en nässeldjursart som beskrevs av Vervoort och Watson 2003. Gigantotheca maxima ingår i släktet Gigantotheca och familjen Sertulariidae. Inga underarter finns listade i Catalogue of Life.